# 포봉즈키 군 공동묘지

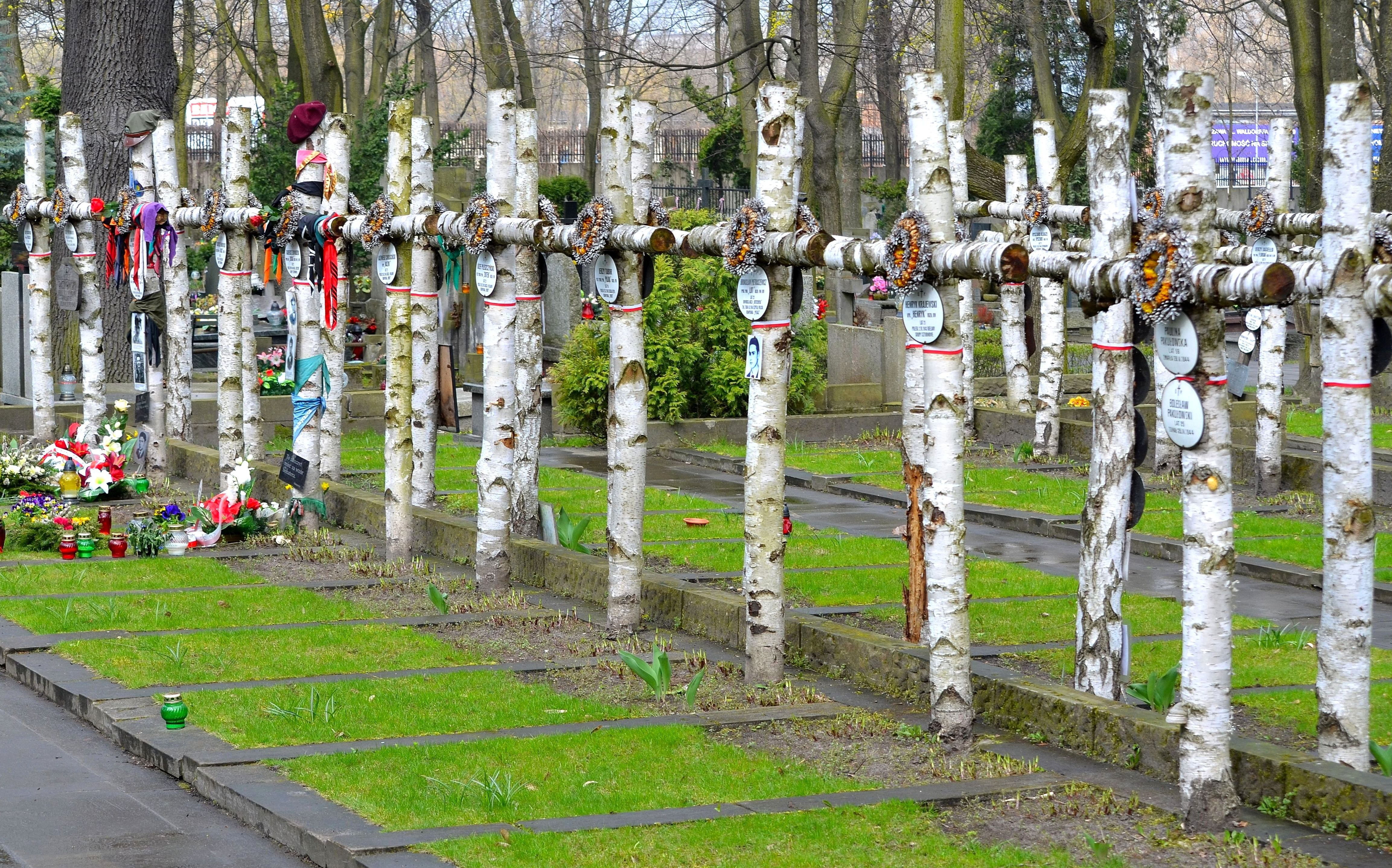

포봉즈키 군 공동묘지(Powązki Military Cemetery)는 폴란드 바르샤바의 서쪽 부분 졸리보시(Żoliborz)지역에 위치한 군사 묘지이다. 묘지는 오래된  구(舊) 포봉즈키 공동묘지(Old Powązki Cemetery)라고 알려진  포봉즈키 공동묘지(Powazki Cemetery)와 종종 혼동된다. 포봉즈키 공동 묘지(Powazki Cemetery)는 포봉즈키 군 공동묘지(Powązki Military Cemetery)의 동남쪽에 위치하고 있다.

## 같이 보기
- 포봉즈키 공동 묘지(Powazki Cemetery)

## 참고
- 공식사이트
- 국립국어원-외래어표기